# Paraliparis paucidens
Paraliparis paucidens är en fiskart som beskrevs av Stein, 1978. Paraliparis paucidens ingår i släktet Paraliparis och familjen Liparidae. Inga underarter finns listade i Catalogue of Life.